# Erythroxylum novocaledonicum
Erythroxylum novocaledonicum är en tvåhjärtbladig växtart som beskrevs av Otto Eugen Schulz. Erythroxylum novocaledonicum ingår i släktet Erythroxylum och familjen Erythroxylaceae. Inga underarter finns listade i Catalogue of Life.